# 岱东镇
岱东镇是中华人民共和国浙江省舟山市岱山县下辖的一个镇。

## 地理
岱东镇位于岱山岛东部，东、北两面濒临岱衢洋，南接高亭镇，西临东沙镇，境内还包括大、小8个无人岛屿，陆地总面积22.97平方公里。

## 人口
2000年人口普查时共有人口12996，为人口流出区域，2005年有户籍人口1.58万。

## 历史和沿革
- 境内北二村的大舜庙后墩遗址显示距今约4000多年前的新石器时代，就有先民生息。
- 民国年间，为定海县东和乡。
- 1949年翁洲县（今岱山县前身）设立时，始设岱东乡。
- 1953年11月实行小乡制，划分为沙洋、龙头、虎斗、北峰、南峰5个乡，属岱山县。
- 1956年5月，除南峰外的虎斗、北峰、沙洋、龙头4乡合并成立岱东乡，同年10月，再分为岱东、北峰2乡。
- 1958年10月实行人民公社化，并入岱中人民公社，成为公社下的岱东、北峰 2个管理区，属舟山县（是年岱山县撤消）。
- 1961年10月，成立岱东人民公社，并于1962年6月划归复设的岱山县。
- 1972年3月，所属板井潭大队（后改为村）划入南峰公社。
- 1984年岱东人民公社改为乡。
- 1995年8月改为岱东镇，实行镇管村体制。

## 行政
岱东镇人民政府驻东兴中路11号，距县城高亭5.6公里。下设5个渔农村新型社区和5个行政村：
- 沙洋社区（沙洋村）
- 龙头社区（龙头村）
- 涂口社区（涂口村）
- 北峰社区（北峰村）
- 虎斗社区（虎斗村）

## 交通
岱山岛上的2路、3路和4路公交车（中巴）均通过本镇。

## 社会
岱东在历史上曾是岱山岛的文化中心，目前岛上18座传统庙宇中，岱东镇达5座（太平庙，张公庙、大舜庙、总吉庙、丰乐庙），人均比例最高。